# Talang Mandi
Talang Mandi is een bestuurslaag in het regentschap Bengkalis van de provincie Riau, Indonesië. Talang Mandi telt 17.869 inwoners (volkstelling 2010).